# Tiều Cái
Tiều Cái (Chữ Hán:晁盖) hay Triều Cái là một nhân vật hư cấu trong Thủy hử.

## Tiểu sử
Trong tác phẩm, Tiều Cái gốc gác là người thôn Đông Khê, giữ chức Bảo chính. Sau khi cùng với nhiều hảo hán khác cướp sinh thần cương (lễ vật chúc thọ thái sư Thái Kinh), Tiều Cái bỏ trốn lên Lương Sơn Bạc. Khi Lâm Xung giết chết Vương Luân - chủ trại Lương Sơn đầu tiên, Tiều Cái được các hảo hán tôn làm chủ trại.

## Cái chết
Tiều Cái bị tướng của Tăng Đầu thị là Sử Văn Cung bắn trúng tên độc  trong trận chiến ở chợ Tăng Đầu (tướng của Tăng Đầu thị là Úc Bảo Tứ - sau này cũng gia nhập Lương Sơn Bạc - đã cướp số ngựa mà Dương Lâm, Thạch Tú, Đoàn Cảnh Trụ mua cho Lương Sơn Bạc, do đó Tiều Cái nổi giận dẫn quân đánh Tăng Đầu thị).

## Nhận định
Tiều Cái không được tính vào trong số 108 anh hùng Lương Sơn Bạc, vì ông đã chết trước khi các anh hùng Lương Sơn Bạc tập hợp đủ, nhưng ông được coi là vị thần hộ mệnh của các anh hùng Lương Sơn. Trước khi chết, ông đã cố bẻ tên thề ước: "Ai bắt được Sử Văn Cung thì sẽ được ngồi chiếc ghế trại chủ.". Sau này Lư Tuấn Nghĩa bắt được Sử Văn Cung và được Tống Giang (tức Tống Công Minh) nhường chức chủ trại, nhưng Lư Tuấn Nghĩa nhất định không nhận và để chức này cho Tống Giang.
Ngoài ra, xét theo giấc mơ trong truyện Thủy hử thì Tiều Cái là do ngôi sao đứng đầu Bắc Đẩu đầu thai, đứng trước 6 sao Thiên Cương khác là Ngô Dụng, Công Tôn Thắng, Lưu Đường và 3 anh em họ Nguyễn.